# 쓰보타 가즈미
쓰보타 가즈미(일본어: 坪田 和美, 1956년 1월 23일 ~ )는 일본의 전 축구 선수이다.

## 국가대표팀 경력
그는 1981년 3월 8일 대한민국과의 경기에서 일본 국가대표팀에 데뷔했다. 1982년 아시안 게임에도 출전했다. 그는 1984년까지 국제 A매치 통산 7경기에 출전했다.

## 통계
| 일본 | 일본 | 일본 |
| 연도 | 출전 | 득점 |
| ---- | ---- | ---- |
| 1981 | 5    | 0    |
| 1982 | 0    | 0    |
| 1983 | 1    | 0    |
| 1984 | 1    | 0    |
| 통산 | 7    | 0    |